# Dračice
Dračice (în germană Reißbach, Kastenitzer Bach) este un râu din Cehia și Austria, un afluent de dreapta al râului Lužnice. Curge prin Austria Inferioară și regiunea Boemia de Sud. Are o lungime de 51,0 kilometri (31,7 mi), din care 30,4 kilometri (18,9 mi) se află în Cehia. Bazinul său hidrografic are o suprafață de 154,2 kilometri pătrați (59,5 mi2).

## Etimologie
Numele Dračice are sensul de „femelă dragon” în limba cehă și este o referință la caracterul sălbatic al râului.

## Caracteristici

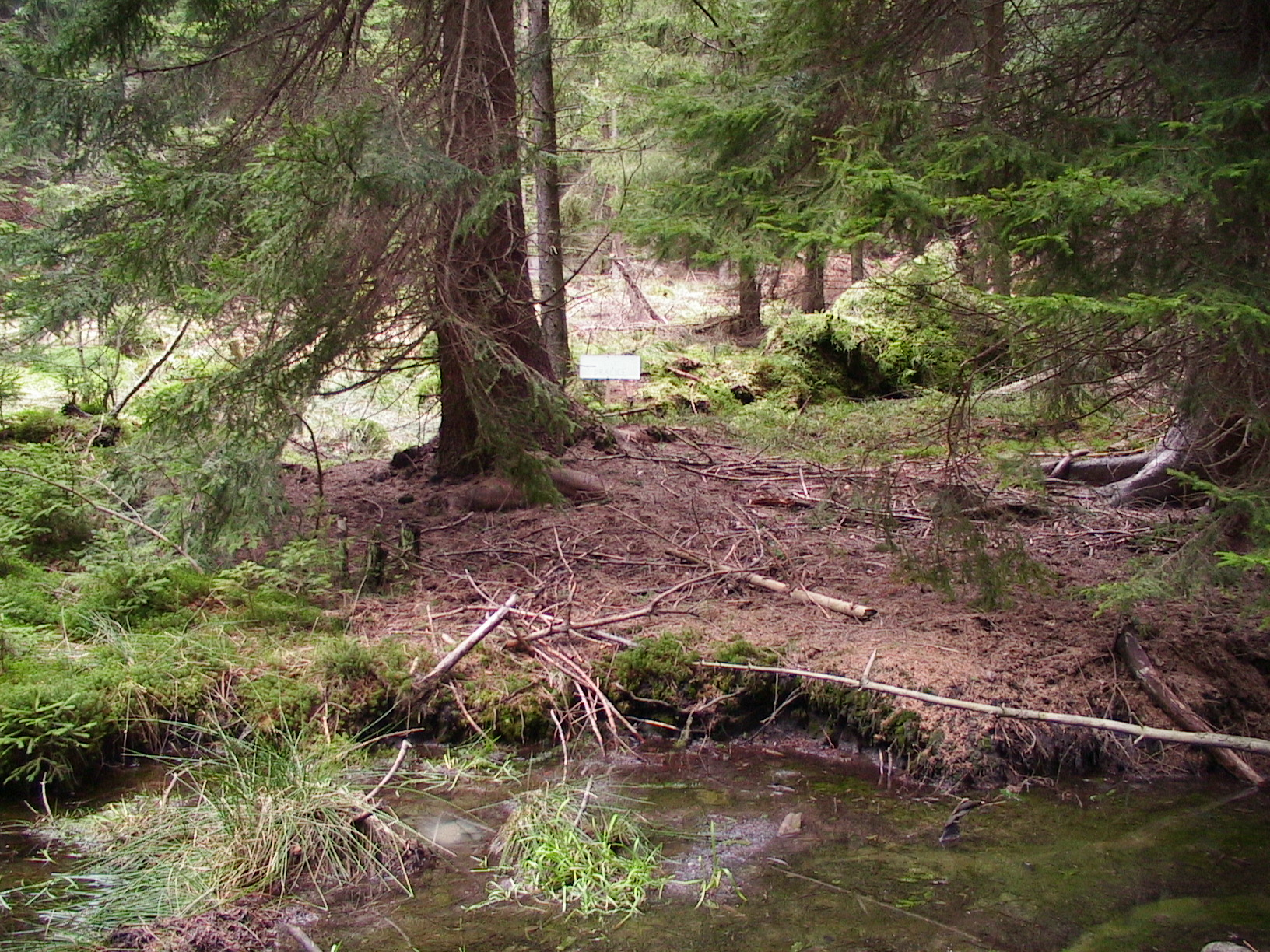
Izvorul râului Dračice

Dračice își are izvorul pe teritoriul comunei Kunžak⁠(d) din Munții Javořice, la o altitudine de 672 m (2.205 ft) și curge spre Suchdol nad Lužnicí⁠(d), unde se varsă în râul Lužnice la o altitudine de 443 m (1.453 ft). Are o lungime de 51,0 kilometri (31,7 mi), din care 30,4 kilometri (18,9 mi) se află în Cehia. Bazinul său hidrografic are o suprafață de 154,2 kilometri pătrați (59,5 mi2), din care 82,9 kilometri pătrați (32,0 mi2) se află în Cehia.
Debitul mediu la gura sa de vărsare este de 1,23 m3/s.
Râul Dračice colectează mai mulți afluenți mici, dar nu are afluenți semnificativi.
Cei mai lungi afluenți ai săi sunt:
| Nume afluent                     | Lungime (km) | Afluent de |
| -------------------------------- | ------------ | ---------- |
| Lunkowitzbach / Lunkovický potok | 8,3          | stânga     |
| Reißbach                         | 6,8          | dreapta    |

## Așezări
Râul trece prin teritoriile comunelor Kunžak⁠(d), Staré Město pod Landštejnem⁠(d) și Nová Bystřice⁠(d) în Cehia, apoi prin Haugschlag⁠(d), Reingers⁠(d), Litschau⁠(d) și Brand-Nagelberg⁠(d) în Austria și apoi prin Rapšach⁠(d) și Suchdol nad Lužnicí⁠(d) în Cehia.

## Corpuri de apă

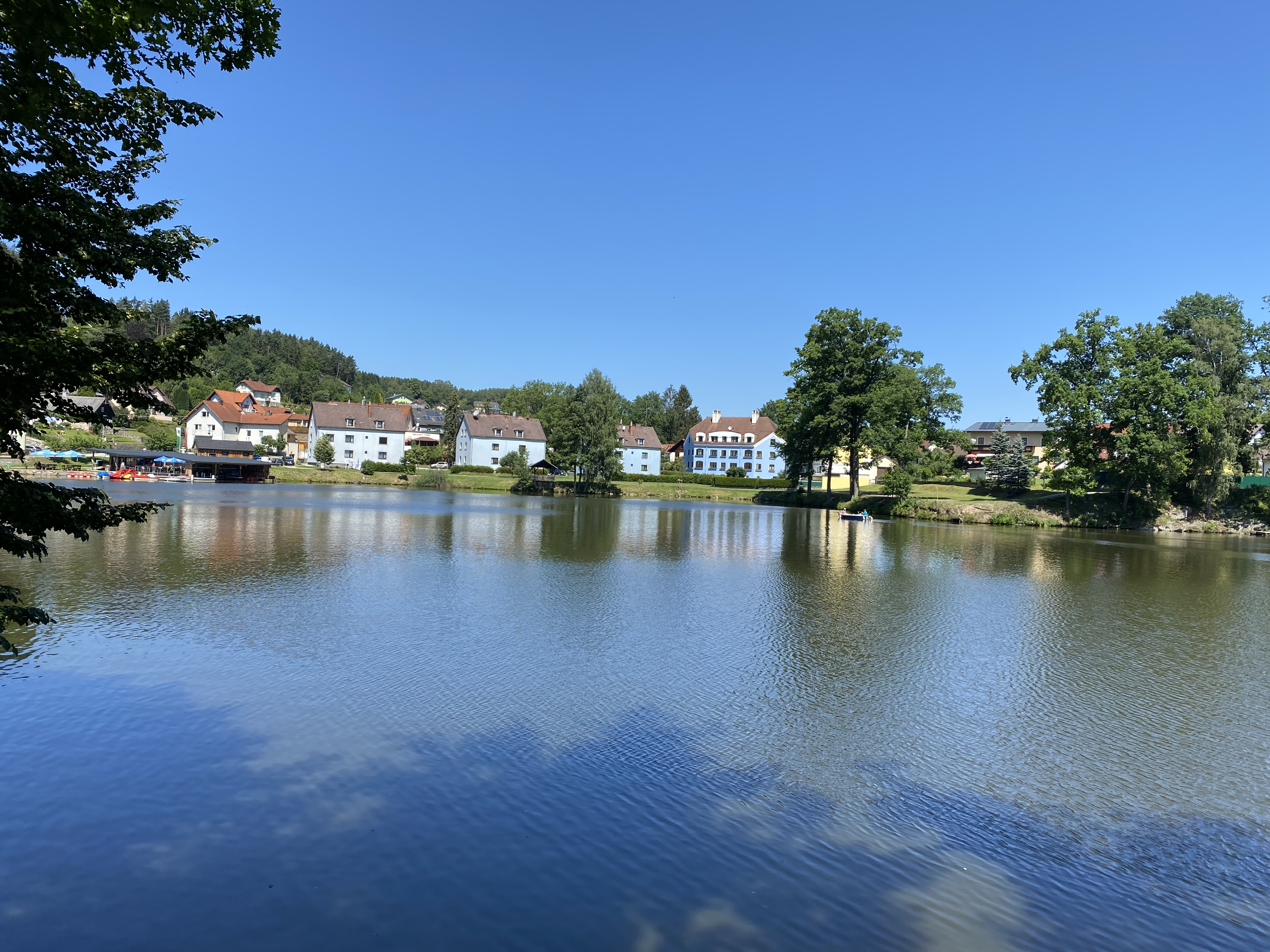
Iazul Hereensee

Pe cursul superior și mijlociu al râului sunt construite mai multe iazuri cu pești.
Cel mai mare dintre aceste iazuri cu pești este Osika cu o suprafață de aproximativ 67 ha (170 acri).
Un iaz cu pești notabil este Herrensee, care se află în zona intravilană a municipiului Litschau⁠(d) (districtul Gmünd din Austria Inferioară). Are o lungime de 1600 de metri și se întinde pe o suprafață de aproximativ 24 de hectare. Este foarte popular în rândul pescarilor din cauza abundenței sale de „pești nobili”.

## Natură
Printre speciile care trăiesc în râu se numără zglăvoaca, grindelul și Lampetra planeri. Nouăsprezece specii de libelule trăiesc în apropierea apei, inclusiv specii pe cale de dispariție la nivel european de Ophiogomphus cecilia și Cordulegaster boltonii. Râul este un teren de vânătoare al vidrelor de râu eurasiatice, pescărușului comun albastru și al Motacilla cinerea⁠(d).
Cursul inferior al râului Dračice curge prin Zona peisagistică protejată Třeboňsko. În plus, o secțiune cu lungimea de 3,5 km a râului în această zonă cu împrejurimile sale imediate este protejată ca rezervație naturală. Aceasta are o suprafață de 8,1 hectare. Râul formează aici o vale șerpuitoare, asemănătoare unui canion. Speciile de plante și animale pe cale de dispariție și special protejate sunt legate de ecosistemul acvatic al râului.
Ultimele sute de metri ale râului Dračice înainte de gura sa curg prin Rezervația Naturală Na Ivance.
Zona iazului cu pești Osika este protejată ca monument al naturii Osika. Motivul protecției este apariția speciilor de plante cu flori acvatice pe cale critică de dispariție Littorella uniflora (Chenarul bălților).
Zona iazului cu pești Mnišský rybník este protejată ca monument al naturii Mnišský rybník. Motivul protecției este apariția speciilor pe cale de dispariție de iarbă Coleanthus subtilis⁠(d).

## Turism
Cursul inferior al râului Dračice este potrivit pentru turismul fluvial, însă numai primăvara sau după o perioadă de ploi abundente.